# Université de la Vallée du sud
 (juin 2018).
Si vous disposez d'ouvrages ou d'articles de référence ou si vous connaissez des sites web de qualité traitant du thème abordé ici, merci de compléter l'article en donnant les références utiles à sa vérifiabilité et en les liant à la section « Notes et références ».
L'université de la Vallée du sud (en arabe : جامعة جنوب الوادي  ; en anglais : South Valley University) est une université publique située à Qena, en Égypte.
Elle est classée par le U.S. News & World Report au 66e rang du classement régional 2016 des universités arabes.